# Pseudomimetis picta
Pseudomimetis picta là một loài bướm đêm trong họ Geometridae.